# روفوس هنري غيلبرت
روفوس هنري غيلبرت (بالإنجليزية: Rufus Henry Gilbert)‏ هو جراح أمريكي، ولد في 26 يناير 1832 في غويلفورد في الولايات المتحدة، وتوفي في 10 يوليو 1885 في نيويورك في الولايات المتحدة.

## وصلات خارجية
- روفوس هنري غيلبرت على موقع الموسوعة البريطانية (الإنجليزية)